# 岩田雅之
岩田 雅之（いわた まさゆき、1960年（昭和35年）9月12日 - ）は、日本の作曲家、編曲家、ヴォーカリスト。愛知県出身。東京都在住。血液型はB型。

## 略歴
1987年（昭和62年）にCBS/SONYよりユニット「PAZZ」でデビュー。アルバム「BANANA FISH」、ミニアルバム「Empty Heart」、シングル「愛の行方」を発表。
＊アルバム　BANANAFISHは2022年にSONY　オーダーメイドファクトリーより再発売
PAZZ解散後フジパシフィック音楽出版と作家契約し、ribbon、郷ひろみ、宮沢りえらに楽曲を提供。フジパシフィック音楽出版に所属中はアイドル全盛時代だったこともありCoCo、ribbonなどに楽曲の提供を多く行う。CoCo「はんぶん不思議」、ribbon「サイレントサマー」など80年代アイドルヒットとして記憶に残る楽曲も多い。
1995年（平成7年）、シングル「Nobody loves me like my baby」（映画「君を忘れない」のメインテーマ）発表。
（英語詞だったこともあり外国曲と認識されている事も多い）
2000年（平成12年）、ビクターより初のソロアルバム「Something left unsaid」を発表。
フジパシフィック音楽出版がフジテレビ系だった事もあり、「ひらけ!ポンキッキ」のオープニング曲「もっと!」、エンディング曲「ハロー・マイフレンズ」の他、「かいぶん21めんそう」「ねぼすけペーパームーン」「いとしのパップタップ」など多数の編曲を行っている。
同社を離れた後、現在に至るまで作曲編曲に加えプロデュース、一人多重録音によるコーラスアレンジでの活動を活発に行う。
少年隊関連のアレンジに起用された事がきっかけでSMAP、KinKi Kids、V6、嵐などジャニーズへの作品提供が多くなる。この時期はスティーヴ・ガッド、トニー・レヴィン、Barnard Pardy、ウィル・リー、ハイラム・ブロック、オマー・ハキム、マイケル・ブレッカー等のフュージョン系ミュージシャンを起用したレコーディングをニューヨークにて行う。
近年では嵐、テゴマスなどのジャニーズから髙橋真梨子のような超ベテラン歌手にまで幅広く楽曲提供、アレンジ、コーラスアレンジを行っている。デジタル録音環境の進化もあって自宅スタジオでの創作活動を中心としながら次世代の才能を発掘することにも関心を広げている。

## 提供作品・アレンジ
髙橋真梨子
- 「真昼の別れ」
- 「哀愁の島」
- 「Never my love」
- 「貴方がいる」
- 「たったひとつ」
- 「結詞」 「rainy street」 「見上げてごらん夜の星を」（編曲。カバーアルバム『No Reason 〜オトコゴコロ〜』収録）

貴水博之
- 「Get SUN」他

田中美奈子
- アルバム曲

露崎春女（Lyrico）
- 「太陽」「One Day」

DEEN
- （編曲：「このまま君だけを奪い去りたい」「未来のために」）

10000 Promises
- アルバム曲

中川翔子
- 「はんぶん不思議」（前掲CoCoのカバー。カバーアルバム『しょこたん☆かばー4』収録）

中嶋美智代
- アルバム曲

中村萌子
- アルバム　Wish upon a star「覚醒」「楽園の鍵」「グレーテルの忘れ物」「Presence and time」

中村萌子　中川奈美
- 方舟　作曲・編曲

石川ひとみ
- 「ターミナル」
- 「元気あげるよ」（「不思議少女ナイルなトトメス」（フジテレビ）主題歌）

宇都宮隆　アルバム曲
アニメ
- そらのおとしもの　ニンフ（野水伊織）「許してsweet heart 」
- 明日へフリーキック　子安武人　「赤と黒」
- あそびにいくヨ！　ED「想い出がジャマをする」 編曲 - 岩田雅之 / 歌 - 金武城真奈美（戸松遥）

A.B.C-Z
- Hopping Now　編曲

Kiroro
- 「幸せの余韻」(編曲。アルバム『TREE OF LIFE』収録）

郷ひろみ
- 「都会はBaby Blue」
- 「あの夏の日」
- 「My home town」
- 「変わらない朝」

CoCo
- 「はんぶん不思議」
- 「乙女のリハーサル」
- 「思い出がいっぱい」（いずれも作曲）

ゴスペラーズ
- 「待ちきれない」
- 「ウルフ」
- 「街角 -on the corner-」
- 「Paradise」

彩恵津子
- 「太陽と月」
- 「春のストーム」
- 「ソリチュード」他

真田広之
- アルバム『FADED TOWN』（トータルプロデュース・アレンジ）

CNBLUE
- 「Hold my Hand」（編曲） - 韓国版アルバム『2gether』収録曲。

設楽りさ子
- ひとりあそび」他

SPEED
- 「四ツ葉のクローバー」（編曲）

相馬裕子
- アルバム曲

성시경（ソン・シギョン）
- 「鼓動は届く」（作曲・編曲） - シングル「幸せならそばにある」カップリング。
- 「しぶんぎ座流星群」(作編曲）

成田昭次
- （アルバム「Jack in the box」で編曲多数）

畠田理恵
- 「誕生日の魔法」他

フェスタモード
- （アレンジ・サウンドプロデュース）

藤井隆
- コーラスアレンジ多数

bless4
- コーラスアレンジ

MAX
- 「I'll be with you」（編曲）

松田弘（サザンオールスターズ）
- シングル「それでも時は」

マリーン
- 「it's love」

マルシア
- シングル「Just A Woman〜あなたへ」（編曲）

Mizrock
- （Miz）

MINNIE
- アルバム「Ole!」

宮沢りえ
- アルバム曲　Moon Shooter

森山良子
- 「想い出は歌わない」
- 「トレード・ウインド」他

柳葉敏郎
- コーラスアレンジ

吉田拓郎
- 「君のスピードで」
- 「トワイライト」

吉田真理子
- 「どうしてラプソディ」

米倉利紀
- コーラスアレンジ

Re-Kiss（奥土居美可）
- シングル「しあわせなんてカンタン」「Kittenish Heart」

ribbon
- シングル「サイレントサマー」（作曲）

### ジャニーズ関連
少年隊
- 「The longest night」

SMAP
- 「俺たちに明日はある」
- 「I wanna be your man」
- 「働く人々」
- 「シャンプー3つ」
- 「それじゃまた」
- 「人知れずバトル」
- 「Duo」
- 「Theme of 006」
- 「あの夏の日」
- 「愛がないと疲れる」
- 「波風も悪くない」
- 「声を聞くよりも」
- 「Let's go to 週末ヘヴン」
- 「最後の冬の日」
- 「夏が来る」
- 「Duo」
- 「気になる」　など多数。編曲、コーラスのみの参加も多い。

嵐
- 「Dive into the future」
- 「Life goes on」
- 「パレット」
- 「Carry on」
- 「愛と勇気とチェリーパイ」
- 「アレルギー」
- 「Theme of Arashi」
- 「とまどいながら」
- 「Overture」他。編曲、コーラスのみの参加も多い。

V6
- 「MIRROR」

20th Century
- 「季節」

KinKi Kids
- 「walk on」
- 「I Will」
- 「愛されるより愛したい」
- 「BRAND NEW SONG」
- 「キミは泣いてツヨくなる」
- 「BRAND NEW DAY」
- 「愛なんてコトバじゃ言えない」
- 「たよりにしてまっせ」
- 「ラジコン」
- 「さよならのエトランゼ」　編曲、コーラスアレンジ多数

堂本光一
- 「Falling」
- 「Spica」
- 「Addicted」
- 「in the cemetery」他

KAT-TUN
- 「何年たっても」他　コーラスアレンジ多数

NEWS
- 「Open your eyes」他　コーラスアレンジ　多数

テゴマス
- 「夏への扉」
- 「DTF」
- 「ユメタビビト」
- 「Mr Freedom 」

関ジャニ∞
- 「買い物ブギ（編曲。「服部良一 〜生誕100周年記念トリビュート・アルバム〜」収録）
- 「Speedy wonder」「ギガマジメ我ファイト」他　コーラスアレンジ　多数

A.B.C-Z
- 「渚のBack In Your Heart」（編曲）
- 「テレパシーOne! Two!」（コーラスアレンジ）
- 「Whippy」（編曲・コーラス）
- 「Rock with U」（編曲）
- 「Move that body」（編曲）

Sexy Zone
- 「Love Confusion」（コーラスアレンジ）
- 「Pheromone」（編曲・コーラス）
- 「カラフル Eyes」（コーラスアレンジ）

Hey! Say! JUMP
- 「Fantastic Time」（コーラスアレンジ）
- 「Mr.Flawless」（コーラスアレンジ）
- 「Tasty U」（コーラスアレンジ）

### 音楽番組
- 上岡龍太郎　そっくりスペシャル（TBS） - 「ザ・くりそっち」「all the same～あなたに似た人」
- THEカラオケ★バトル（テレビ東京） - 関連CD収録曲を編曲。
  - おひさま〜大切なあなたへ」（歌:中村萌子）
  - ひこうき雲（歌:佐久間彩加）
  - White love（歌:鈴木杏奈）

### こども番組
ポンキッキ（フジテレビ）
- 「ふしぎいろのプレゼント」
- 「ハローマイフレンド」
- 「こねこのしーにゃん」
- 「もっと！」
- 「ねぼすけペーパームーン」
- 「8月ってすてき」
- 「かいぶん21めんそう」
- 「おべんとおべんと」
- 「ハローマイフレンズ」
- 「いとしのパップタップ」など編曲多数。

みんなのうた（NHKテレビ・ラジオ）
- 「季節はすぎても」（作編曲）
- 「太陽の詩」（作編曲）「アオゾラ」（編曲）

おかあさんといっしょ（Eテレ）
- 「ねこなでちゃった」

ちいさなおばけアッチ・コッチ・ソッチ（日本テレビ）
- 「おばけのアッチコッチソッチ」
- 「ちいさなおばけたいそう」
- 「いないいないおばけ」

### 劇中音楽
- 映画「君を忘れない」主題歌「Nobody loves me like my baby」
- 花王愛の劇場（TBS）「真夏の出来事」「花を下さい」
- 男と女のミステリー（フジテレビ）「黒の斜面」「京都結婚指輪殺人事件」「しあわせのわけまえ」「下町 女の事件簿」「東京タウン誌殺人事件」「ロマンスに弱いの」
- 妻たちの劇場（フジテレビ）「パパと呼べないの!」
- OVA『いしいひさいちのナンダカンダ劇場1･2』（1は憂歌団も担当、2は岩田単独）
- アニメ　あそびにいくヨ!　ED「思い出がジャマをする」編曲